# Domenico Farini
Domenico Farini (Montescutolo, 2 luglio 1834 – Roma, 18 gennaio 1900) è stato un militare e politico italiano.
Fu Capo dello Stato Maggiore della Divisione Cosenza nel 1866, Deputato e Senatore del Regno, più volte Presidente della Camera dei deputati e Presidente del Senato del Regno d'Italia.

## Biografia
Nacque a Montescutolo dove suo padre, il noto patriota Luigi Carlo Farini, di professione medico, da Russi era stato mandato al confino per motivi politici dalle autorità pontificie. Seguì il padre in esilio dapprima nel Granducato di Toscana (1843) successivamente in Piemonte. Nel 1850 entrò nell'Accademia Reale di Torino da cui nel 1855 uscì col grado di sottotenente del genio militare. Durante la seconda guerra d'indipendenza italiana comandò dapprima una compagnia di zappatori (1859); dopo che suo padre fu nominato da Cavour dittatore degli stati dell'Italia centrale, seguì il padre come addetto agli affari militari. Cominciò allora anche la carriera politica: fu deputato di Russi all'Assemblea Nazionale dei popoli delle Romagne (l'organo istituito per favorire l'annessione delle ex legazioni al Regno di Sardegna).
Fu poi trasferito allo stato maggiore di Manfredo Fanti; l'anno successivo prese parte all'assedio di Ancona e di Gaeta, ricevendo medaglie e decorazioni. Fu ancora al seguito del padre nominato il 6 novembre 1860 luogotenente generale del Piemonte per le province napoletane, fu poi destinato allo stato maggiore dell'esercito italiano in qualità di addetto al gabinetto dei ministri della Guerra nei governi Rattazzi, Farini e infine nel Governo Minghetti dopo che suo padre, demente, il 22 marzo 1863 fu esautorato dall'incarico di presidente del Consiglio.
Massone, il 21 giugno 1867, durante l'Assemblea costituente di Napoli, nei locali della Loggia "Egeria", fu nominato membro del Grande Oriente d'Italia.
Farini fu eletto alla Camera dei deputati italiana nel 1864, nel collegio di Ravenna schierandosi poi nel gruppo di centro sinistra. Fu segretario della Camera per tre volte tra il 1878 e il 1884. Dopo un periodo di assenza dalle attività politiche, da lui trascorso a Saluggia in Piemonte, fu eletto senatore nel 1886 e l'anno successivo fu nominato presidente del senato del regno, riconfermato nel 1894. Morì affetto da una neoplasia.
Tenne per anni un diario che fu pubblicato a cura di Emilia Morelli in due volumi (dal 1891 al 1895 e dal 1896 al 1899) a Roma dall'Istituto per gli studi di politica internazionale (ISPI) nel 1962 col titolo Diario di fine secolo.